# Juan Pérez Gironés
Juan Pérez y Pérez-Gironés (Sevilla, 1856-Sevilla, 1931) fue un periodista, impresor y político español.

## Biografía
Sevillano, nació el 2 de febrero de 1856 y fue bautizado en la parroquia del Salvador. A los dieciocho años de edad llevaba la dirección de los talleres tipográficos y casa comercial que había fundado su padre, de igual nombre y apellido, en 1850. Su contacto con poetas, literatos y filósofos lo aficionaron al estudio hasta conseguir el título de profesor mercantil en la Escuela de Comercio de Sevilla en 1891. Editó numerosas obras de autores sevillanos y el 27 de noviembre de 1877 fundó el periódico El Alabardero.
Fundador y director del periódico sevillano El Baluarte, fue colaborador de El País de Madrid y de otros periódicos. Descrito como «zorrillista», habría llegado a ser concejal del Ayuntamiento de Sevilla. Considerado como «uno de los principales personajes del republicanismo sevillano», se enfrentó a José Montes Sierra desde su periódico, lo que supuso su expulsión de la Unión Republicana sevillana.
Hacia 1922, «retraído de las luchas políticas y del periodismo», empleaba su actividad en explotaciones industriales, entre las que figuraba su taller de artes gráficas, cuya dirección había confiado a su amigo José Rodríguez La Orden. Pérez Gironés, que en 1923 vuelve a figurar como concejal en el consistorio sevillano, falleció el 22 de diciembre de 1931 en Sevilla. Contrajo matrimonio con Concepción Tello Vázquez y, tras enviudar, se casó en segundas nupcias con María de las Nieves Santana Boyano.